# Distrito Río Grande (Mendoza)
Río Grande es un distrito del departamento Malargüe de la provincia de Mendoza, Argentina. 
Se ubica en el centro-oeste del departamento y es atravesado por el río homónimo, de quien recibe su nombre.
Su localidad principal es Bardas Blancas. Otros poblados pequeños del distrito son: El Manzano, El Alambrado, Las Loicas y Minacar.
En el distrito es atravesado por la Ruta Nacional 145, más conocida como Paso Pehuenche, el cual se encuentra en obra de pavimentación desde el año 2000 y con plan de ser finalizado durante el 2010.
Desde hace décadas está planeada en este distrito la construcción de un dique sobre el Río Grande, llamado "Portezuelo del Viento", el cual significaría una gran inversión en la región, pero implicaría la necesidad de relocalización de la localidad de Las Loicas. El proyecto se encuentra desde 2006 en la etapa de exploración.

## Economía
La actividad económica principal es, al igual que en el resto del departamento, la cría extensiva de cabras. En el distrito se encuentran también importantes yacimientos petroleros que son explotados por diferentes empresas. El turismo también juega un papel importante.

## Geografía

### Población
Según el censo nacional del año 2001, el distrito cuenta con 916 personas, de las cuales 515 son varones y 401 mujeres (INDEC).

### Sismicidad
La sismicidad del área de Cuyo (centro oeste de Argentina) es frecuente y de intensidad baja, y un silencio sísmico de terremotos medios a graves cada 20 años.
Sismo de 1861aunque dicha actividad geológica catastrófica, ocurre desde épocas prehistóricas, el terremoto del 20 de marzo de 1861 (163 años) señaló un hito importante dentro de la historia de eventos sísmicos argentinos ya que fue el más fuerte registrado y documentado en el país. A partir del mismo la política de los sucesivos gobiernos mendocinos y municipales han ido extremando cuidados y restringiendo los códigos de construcción. Y con el terremoto de San Juan de 1944 del 15 de enero de 1944 (81 años) el gobierno sanjuanino tomó estado de la enorme gravedad sísmica de la región.
Sismo del sur de Mendoza de 1929muy grave, y al no haber desarrollado ninguna medida preventiva, mató a 30 habitantes
Sismo de 1985fue otro episodio grave, de 9 s de duración, derrumbando el viejo Hospital del Carmen de Godoy Cruz.